# Saddleback Ridge
Saddleback Ridge är en bergstopp i Antarktis. Den ligger i Sydshetlandsöarna. Argentina, Chile och Storbritannien gör anspråk på området. Toppen på Saddleback Ridge är 125 meter över havet.
Terrängen runt Saddleback Ridge är varierad. Havet är nära Saddleback Ridge norrut. Trakten är glest befolkad. Närmaste befolkade plats är Maldonado Station, 17,6 kilometer nordost om Saddleback Ridge. 